# 王庭梅
王庭梅（16世紀—17世紀），字元調，號為谿，南直隸松江府華亭縣人，明朝、南明政治人物。

## 生平
王庭梅是萬曆三十七年（1609年）己酉科應天鄉試舉人，四十一年（1613年）癸丑科二甲第五名進士。禮部觀政，授刑部河南司主事，四十五年陞員外郎，出為廣信府知府，天啟三年（1623年）調饒州府知府，同年六月陞山東按察司副使、兵備井陘，四年丁憂歸。七年調補浙江按察司副使、兵備杭嚴，崇祯二年（1629年）改浙江布政使司參政、兵備溫處，三年陞浙江按察使，四年升浙江右布政使，六年升福建左布政使，七年降为江西副使。崇禎十七年（1644年）正月陞順天府府尹。同年五月弘光帝即位，調應天府府尹，清正有操守，但因事被罷職歸里。弘光元年（1645年）五月南京失陷後，與弟王庭栢隱居不仕。

## 家族
曾祖王良玉，以子王會封工部郎中。祖父王俞，太学生。從祖父王會，嘉靖二十三年進士。父王克讓，庠生。弟王庭栢，萬曆四十七年進士。

## 引用
1. 1 2  錢海岳《南明史·卷三十五·列傳第十一》：王庭梅，字元調，嵩江華亭人。萬曆四十一年進士。授刑部河南司主事，遷員外郎，出為廣信知府，調饒州，陞井陘副使，移杭嚴，歷溫處參政、浙江按察使、右布政使、福建左布政使，入為順天府尹。
2. ↑  《同治上海縣志·卷十五·選舉表上》：……（萬曆）三十七年己酉科解元尹嘉賓……王庭梅 府學，見進士 ……四十一年癸丑科周延儒榜……王庭梅 ……嘉靖甲辰華亭進士會從孫，萬厯己未華亭進士庭栢兄……
3. ↑  《萬曆四十一年癸丑科進士履歷》：王庭梅，如溪，書四房，庚寅五月二十九日生。華亭县人，應天鄉試六十四名，会试七十四名，二甲五名。礼部政，授刑部主事，丁巳升员外，升廣信知府，癸亥升山西付使，甲子丁憂，丁卯升浙江參政，己巳加升參政，庚午升按察使，辛未升浙江右布政，癸酉升福建右布政，甲戌降江西付使。曾祖良玉，封工部郎中。祖俞，太学生。父克讓，庠生。
4. ↑  《明熹宗哲皇帝實錄卷之三十五》：天啓三年六月丙寅，升饒州府知府王庭梅為山東按察司副使井陘兵備道，建寧府知府方尚恂為湖廣按察司副使分守湖北道。
5. ↑  錢海岳《南明史·卷三十五·列傳第十一》：安宗立，改應天。清正有操守，以事削籍。南京亡，與弟庭栢隱居卒。